# アルマアタタワー
アルマアタタワー (Алматы Теледидар Мұнарасы) は、カザフスタンの旧首都アルマトイに位置する独立塔である。
1975年から1983年にかけて建設された。アルマアタタワーは、Kok Tyube mountain（Kok Tyubeは、カザフ語で「緑の丘」という意味）に位置する。全体の高さは371.5mであり、塔に付属する114mのアンテナはちょうど海抜1000mに達する。
塔には2つの業務用展望デッキがあり、高さはそれぞれ146mと252mである。展望デッキに入るには、2つある高速エレベータを使用する。しかしながら、展望デッキは一般人には開放されていない。
塔は建築家の Terziev、Savchenko、Akimov そして Ostroumov によって建てられた。アルマトイは地震が起こりやすいので、塔はマグニチュード10の地震にも耐えられるような設計になっている。